# NGC 6359
NGC 6359 (другие обозначения — UGC 10804, MCG 10-25-1, ZWG 299.72, ZWG 300.5, PGC 60025) — галактика в созвездии Дракон.
Этот объект входит в число перечисленных в оригинальной редакции «Нового общего каталога».